# Estanislao Struway
Estanislao Struway Samaniego (ur. 25 czerwca 1968 w Itá) – paragwajski piłkarz występujący na pozycji pomocnika.

## Kariera klubowa
Estanislao Struway zawodową karierę rozpoczynał w 1988 w Cerro Porteño. Razem z zespołem w 1990 i 1992 roku sięgnął po tytuł mistrza kraju. W 1994 roku Struway wyjechał do Argentyny, gdzie najpierw reprezentował barwy Racing Club de Avellaneda, a następnie był zawodnikiem Los Andes Buenos Aires. W 1996 roku Paragwjczyk podpisał kontrakt z peruwiańskim klubem Club Sporting Cristal, w barwach którego rozegrał 21 ligowych pojedynków. Kolejne trzy lata swojej kariery Struway spędził w Brazylii. Grał tam w dwóch zespołach - Portuguesa São Paulo oraz Coritiba FBC. Z ekipą "Coxa Branca" paragwajski piłkarz w 1999 roku wywalczył mistrzostwo stanu Paraná. W 2000 roku Struway powrócił do Cerro Porteño. W trakcie sezonu 2002 przeniósł się do Club Libertad, z którym dwa razy z rzędu zdobył mistrzostwo Paragwaju. W 2004 roku Struway zmienił klub i został zawodnikiem 12 de Octubre Itaugua. Rok później trafił do Sportivo Iteño Itá. W tym zespole Paragwajczyk postanowił zakończyć karierę.

## Kariera reprezentacyjna
W reprezentacji swojego kraju Struway zadebiutował 27 lutego 1991 w zremisowanym 1:1 pojedynku z Brazylią. Razem z drużyną narodową pięć razy uczestniczył w rozgrywkach Copa América, jednak nigdy nie zajął w nich miejsca na podium. W 2002 roku szkoleniowiec Paragwajczyków - Cesare Maldini powołał Struwaya do 23-osobowej kadry na Mistrzostwa Świata. Na turnieju tym ekipa "Guarani" dotarła do 1/8 finału, gdzie przegrała z Niemcami 0:1. Na boiskach Korei Południowej i Japonii Struway wystąpił w trzech spotkaniach, jednak w żadnym z nich nie rozegrał pełnych 90 minut. Po raz ostatni w reprezentacji wychowanek Cerro Porteño zagrał 19 września tego samego roku w zremisowanym 1:1 meczu przeciwko Iranowi.